# Yuri Lipski
Yuri Naumóvich Lipski (en ruso: Юрий Наумович Липский) (1909-1978) fue un astrónomo ruso de la etapa soviética. Especialista en el análisis de imágenes fotográficas, uno de sus logros más destacables fue la dirección de los trabajos que llevaron a la confección del primer "Atlas de la Cara Oculta de la Luna".

## Biografía
Lipski nació en la localidad de Dubrovno, en el distrito de Gorki (actualmente provincia de Vítebsk en Bielorrusia).
En 1938 se graduó en física en la facultad de la Universidad Estatal de Moscú, realizando estudios de postgrado en el departamento de astrofísica dirigido por Vasili Fesénkov.
En 1941 fue nombrado director del Observatorio Astrofísico Kuchinskaia, dependiente del Instituto Astronómico Sternberg. Entre 1942-1945 combatió durante la Segunda Guerra Mundial, siendo herido cuatro veces (recibiendo tres heridas de bala). Fue galardonado en cuatro ocasiones, licenciándose del ejército con el grado de comandante. Después de regresar al instituto astronómico, trabajó de forma sucesiva como asistente, científico experto, y jefe del laboratorio de fotometría y espectroscopia (1953-1964). En 1964 fundó y dirigió el Departamento de Física Lunar y Planetaria en el Instituto Astronómico Sternberg.
Sus principales esfuerzos estuvieron dedicados al campo de la astrofísica, incluyendo la investigación sobre el Sol y los planetas, así como el desarrollo de nuevos métodos de estudio de los cuerpos del sistema solar con la ayuda de la tecnología espacial.
El desarrollo una serie de nuevos métodos espectrofotométricos y de polarización permitió identificar numerosos efectos relacionados con la polarización de la luz de la superficie lunar y de la corona solar. Estudio la polarización elíptica de distintas zonas de la luna, así como de las capas de nubes de Júpiter y deSaturno. Fue supervisor de los trabajos análisis de las primeras fotografías de la cara oculta de la luna. En la década de 1960 desarrolló y aplicó una original metodología de codificación de las fotografías enviadas a la Tierra de forma automática por la sonda "Luna 3" en 1959. Los resultados de estos estudios formaron parte del "Atlas del Reverso de la Luna" (1960). El trabajo se realizó tras recibirse nuevas imágenes del reverso de la luna mediante los dispositivos automáticos de la "Zond 3" (1965), y de las "Zond 6, 7 y 8" (1968-1970). Bajo su dirección, entre 1967 y 1977 se prepararon la segunda y la tercera parte del "Atlas del Reverso de la Luna", el primer "Mapa Completo de la Luna" y el globo completo de la Luna, así como variantes de estas publicaciones a diferentes escalas. En 1977 y 1978, también bajo su dirección, se realizó una serie de obras de investigación sobre la morfología de la Luna, de Mercurio y de Marte, cuyos resultados fueron publicados en forma de directorio de cráteres y mapas de distribución de la densidad de cráteres en la superficie .

## Eponimia
- El cráter lunar Lipskiy lleva este nombre en su memoria.[1]